# 高簡 (嘉靖進士)
高簡（1500年—？），字公敬，號大鶴，四川成都府綿州人，民籍，明朝政治人物。

## 生平
嘉靖四年（1525年）乙酉科四川鄉試第四名舉人，八年（1529年）中式己丑科會試第二百六十名，三甲第一百九十二名進士。授休寧縣知縣，因病疏改揚州府儒學教授，十三年主考應天府鄉試，升禮部精膳司郎中，改吏部文選司郎中，二十五年（1546年）五月升雲南布政使司左參政，七月因事下獄，杖六十，充軍。

## 家族
曾祖高子清；祖父高本政；父高騰，號松山，封南京刑部主事。母李氏（贈安人）；繼母王氏（封安人）。具慶下。兄高第、高節、高策。